# Ameles abjecta
Ameles abjecta är en bönsyrseart som beskrevs av Cyrillo 1787. Ameles abjecta ingår i släktet Ameles och familjen Mantidae. Inga underarter finns listade i Catalogue of Life.